# 観測気球章
観測気球章(かんそくききゅうしょう、ドイツ語: Ballonbeobachterabzeichen)は、ナチス・ドイツの勲章。

## 概要
ドイツ陸軍に所属している軍人のうち、地上91m～152mの高さに揚げた観測気球に乗り込み、軍務を果たしたものに贈られる。高く揚げられた気球は、連合国側の航空機や高射砲などの格好の標的であり、気球に乗り込んだ軍人は文字通り命懸けで任務に当たっていた。制定された時期が1944年7月8日と遅かったことから、受章者はあまり多くない。

## 等級
受章は得点制であり、定められた得点を満たすとそれに応じた勲章が与えられた。
- 銅章 (20点)
- 銀章 (45点)
- 金章 (75点)

点数はそれぞれの任務の難易度や成功か否かによって割り振られ、与えられた。金章を受章した者の記録は残っていない。